# Menzies Shire
Koordinaten: 29° 41′ S, 121° 1′ O

Das Shire of Menzies ist ein lokales Verwaltungsgebiet (LGA) im australischen Bundesstaat Western Australia. Das Gebiet ist 124.635 km² groß und hat etwa 500 Einwohner (2016).
Menzies liegt im Südosten des Staats und erstreckt sich bis zur Grenze zu South Australia. Die LGA liegt etwa 500 bis 1300 Kilometer östlich der Hauptstadt Perth entfernt. Der Sitz des Shire Councils befindet sich in der Ortschaft Menzies, wo etwa 100 Einwohner leben (2016).

## Verwaltung
Der Menzies Council hat sieben Mitglieder. Die Councillor werden von den Bewohnern der drei Wards (je drei aus Menzies und Kookynie, einer aus dem Ularring Ward) gewählt. Aus dem Kreis der Councillor rekrutiert sich auch der Ratsvorsitzende und Shire President.